# Ołena Zubryłowa
Ołena Mykołajiwna Zubryłowa, z domu Ohurcowa (ukr. Олена Миколаївна Зубрилова z d. Огурсова, biał. Алена Мікалаеўна Зубрылава, Alena Mikałajeuna Zubryława, ur. 25 lutego 1973 w Szostce) – ukraińska biathlonistka reprezentująca od połowy 2002 roku Białoruś, wielokrotna medalistka mistrzostw świata i Europy.

## Kariera
Karierę biathlonową rozpoczęła w 1991 roku. W Pucharze Świata zadebiutowała 17 grudnia 1992 roku w Pokljuce, zajmując 27. miejsce w biegu indywidualnym. Pierwsze punkty (w sezonach 1984/1985-1999/2000 punktowało 25. najlepszych zawodniczek) wywalczyła dwa dni później w tej samej miejscowości, kiedy była osiemnasta w sprincie. Pierwszy raz na podium zawodów pucharowych stanęła 1 lutego 1997 roku w Osrblie, kończąc rywalizację w sprincie na drugiej pozycji. W kolejnych startach jeszcze 48 razy stawała na podium, odnosząc 21 zwycięstw: 6 w sprincie, 8 w biegu pościgowym, 4 w biegu masowym oraz 3 w biegu indywidualnym. Najlepsze wyniki osiągnęła w sezonach 1998/1999 i 1999/2000, kiedy zajmowała drugie miejsce w klasyfikacji generalnej, za Magdaleną Forsberg ze Szwecji. Była też trzecia w sezonie 2000/2001, plasując się za Forsberg i Norweżką Liv Grete Poirée. Wielokrotnie stawała na podium klasyfikacji końcowych poszczególnych konkurencji, wygrywając klasyfikacje biegu pościgowego i masowego w sezonie 1998/1999.
Pierwsze medale wywalczyła na mistrzostwach świata w Ruhpolding w 1996 roku. Razem z Niną Łemesz, Ołeną Petrową i Tetianą Wodopjanową była druga w biegu drużynowym i a razem z Petrową, Wodopjanową i Wałentyną Cerbe-Nesiną trzecia w sztafecie. Indywidualnie na podium zawodów tego cyklu stanęła rok później, podczas mistrzostw świata w Osrblie, zajmując drugie miejsce w sprincie. Rozdzieliła tam na podium Rosjankę Olgę Romaśko i Magdalenę Forsberg. Pozycję tę obroniła w biegu pościgowym, plasując się za Forsberg, a przed Romaśko. Drugie miejsce zajęła także w biegu indywidualnym, między Forsberg i Ekateriną Dafowską z Bułgarii. Ponadto Ukrainki z Zubryłową w składzie zajęły trzecie miejsce w biegu drużynowym.
Kolejne medale zdobyła na mistrzostwach świata w Kontiolahti/Oslo w 1999 roku. Najpierw zajęła trzecie miejsce w sprincie, ulegając Niemce Martinie Zellner i Forsberg. Następnie zwyciężyła w biegu pościgowym, indywidualnym i masowym. W każdym z tych trzech przypadków była pierwszą Ukrainką, która zdobyła mistrzostwo świata w danej konkurencji. Ponadto w biegu masowym została pierwszą w historii mistrzynią świata w tej konkurencji, bowiem debiutowała ona w programie mistrzostw świata. Z rozgrywanych rok później mistrzostw świata w Oslo wróciła tylko z jednym medalem, brązowym zdobytym w sztafecie. Trzecia w sztafecie była również na mistrzostwach świata w Pokljuce w 2001 roku. Była tam trzecia w biegu indywidualnym, za Magdaleną Forsberg i Liv Grete Poirée, a także w sztafecie. Ostatni medal dla Ukrainy zdobyła podczas mistrzostw świata w Oslo w 2002 roku, gdzie była najlepsza w biegu masowym
Białoruś reprezentowała od połowy 2002 roku. W barwach tego kraju pierwszy medal zdobyła już na mistrzostwach świata w Chanty-Mansyjsku w 2003 roku, gdzie zajęła drugie miejsce w biegu indywidualnym. Rozdzieliła tam Czeszkę Kateřinę Holubcovą i Gunn Margit Andreassen z Norwegii. Wywalczyła także dwa medale podczas mistrzostw świata w Hochfilzen w 2005 roku. W sprincie była trzecia, za Niemką Uschi Disl i Rosjanką Olgą Zajcewą. Sześć dni później razem z Ludmiłą Anańką, Olgą Nazarową i Jekatieriną Iwanową zajęła też trzecie miejsce w sztafecie.
W 1994 roku wystartowała na igrzyskach olimpijskich w Lillehammer, gdzie była dwunasta w biegu indywidualnym, czternasta w sprincie i piąta w sztafecie. Na rozgrywanych cztery lata później igrzyskach w Nagano zajęła 28. miejsce w biegu indywidualnym i ponownie piąte w sztafecie. Podczas igrzysk olimpijskich w Salt Lake City w 2002 roku, indywidualnie plasowała się poza czołową trzydziestką. Brała również udział w igrzyskach w Turynie w 2006 roku, gdzie zajęła między innymi piąte miejsce w sprincie i czwarte w sztafecie.
Zdobyła ponadto srebrny medal w biegu pościgowym i brązowy w sztafecie podczas mistrzostw Europy w Forni Avoltri w 2003 roku, złoty w sprincie, srebrny w biegu indywidualnym i sztafecie oraz brązowy w biegu pościgowym na mistrzostwach Europy w Mińsku rok później oraz złoty w sztafecie na mistrzostwach Europy w Langdorf w 2006 roku.
Karierę zakończyła w 2006 roku. Jest rozwiedziona, ma jedno dziecko, córkę Tetianę. Obecnie pracuje jako trenerka.

## Osiągnięcia

### Igrzyska olimpijskie
| Rok  | Miejscowość    | Konkurencje | Konkurencje | Konkurencje | Konkurencje | Konkurencje | Konkurencje | Konkurencje |
| Rok  | Miejscowość    | IN          | SP          | PU          | MS          | RL          | MR          | SR          |
| ---- | -------------- | ----------- | ----------- | ----------- | ----------- | ----------- | ----------- | ----------- |
| 1994 | Lillehammer    | 12.         | 14.         | nd.         | nd.         | 5.          | nd.         | –           |
| 1998 | Nagano         | 28.         | –           | nd.         | nd.         | 5.          | nd.         | –           |
| 2002 | Salt Lake City | 34.         | 59.         | DNS         | nd.         | 10.         | nd.         | –           |
| 2006 | Turyn          | 14.         | 5.          | 25.         | 16.         | 4.          | nd.         | –           |

### Mistrzostwa świata
| Rok  | Miejscowość      | Konkurencje | Konkurencje | Konkurencje | Konkurencje | Konkurencje | Konkurencje | Konkurencje |
| Rok  | Miejscowość      | IN          | SP          | PU          | MS          | RL          | MR          | SR          |
| ---- | ---------------- | ----------- | ----------- | ----------- | ----------- | ----------- | ----------- | ----------- |
| 1993 | Borowec          | 63.         | 55.         | nd.         | nd.         | 6.          | nd.         | –           |
| 1996 | Ruhpolding       | 7.          | 30.         | nd.         | nd.         | 3.          | nd.         | –           |
| 1997 | Osrblie          | 2.          | 2.          | 2.          | nd.         | 5.          | nd.         | –           |
| 1998 | Pokljuka         | nd.         | nd.         | 8.          | nd.         | nd.         | nd.         | –           |
| 1999 | Kontiolahti/Oslo | 1.          | 2.          | 1.          | 1.          | 5.          | nd.         | –           |
| 2000 | Oslo             | 9.          | 25.         | 12.         | 19.         | 3.          | nd.         | –           |
| 2001 | Pokljuka         | 3.          | 13.         | 12.         | 8.          | 3.          | nd.         | –           |
| 2002 | Oslo             | nd.         | nd.         | nd.         | 1.          | nd.         | nd.         | –           |
| 2003 | Chanty-Mansyjsk  | 2.          | 5.          | 4.          | 4.          | 4.          | nd.         | –           |
| 2004 | Oberhof          | 43.         | 8.          | 4.          | 16.         | 4.          | nd.         | –           |
| 2005 | Hochfilzen       | 73.         | 3.          | 21.         | 18.         | 3.          | nd.         | –           |
| 2005 | Pokljuka         | nd.         | nd.         | nd.         | nd.         | nd.         | 11.         | –           |
| 2006 | Pokljuka         | nd.         | nd.         | nd.         | nd.         | nd.         | 14.         | –           |

### Puchar Świata

#### Miejsca w klasyfikacji generalnej
| Sezon     | Miejsce |
| --------- | ------- |
| 1992/1993 | 62.     |
| 1993/1994 | 40.     |
| 1995/1996 | 20.     |
| 1997/1998 | 20.     |
| 1996/1997 | 9.      |
| 1998/1999 | 2.      |
| 1999/2000 | 2.      |
| 2000/2001 | 3.      |
| 2001/2002 | 6.      |
| 2002/2003 | 5.      |
| 2003/2004 | 9.      |
| 2004/2005 | 7.      |
| 2005/2006 | 9.      |

#### Miejsca na podium chronologicznie
| Lp. | Dzień       | Rok  | Miejscowość     | Konkurencja                | Lokata | Pudła   | Czas biegu | Strata  | Zwycięzca            |
| --- | ----------- | ---- | --------------- | -------------------------- | ------ | ------- | ---------- | ------- | -------------------- |
| 1.  | 1 lutego    | 1997 | Osrblie         | Sprint na 7,5 km           | 2.     | 0+1     | 21:16,8    | +42,7   | Olga Romaśko         |
| 2.  | 2 lutego    | 1997 | Osrblie         | Bieg pościgowy na 10 km    | 2.     | 0+0+0+0 | 33:16,1    | +5,0    | Magdalena Forsberg   |
| 3.  | 6 lutego    | 1997 | Osrblie         | Bieg indywidualny na 15 km | 2.     | 2+0+0+0 | 48:17,3    | +1:34,7 | Magdalena Forsberg   |
| 4.  | 13 grudnia  | 1997 | Östersund       | Sprint na 7,5 km           | 2.     | ?       | ?          | ?       | Magdalena Forsberg   |
| 5.  | 8 stycznia  | 1999 | Oberhof         | Sprint na 7,5 km           | 2.     | 0+0     | 24:23,8    | +16,7   | Liv Grete Skjelbreid |
| 6.  | 9 stycznia  | 1999 | Oberhof         | Bieg pościgowy na 10 km    | 2.     | 0+0+0+2 | 34:20,4    | +16,4   | Liv Grete Skjelbreid |
| 7.  | 17 stycznia | 1999 | Ruhpolding      | Bieg masowy na 12,5 km     | 2.     | 0+0+1+2 | 41:10,7    | +32,7   | Uschi Disl           |
| 8.  | 17 stycznia | 1999 | Ruhpolding      | Sprint na 7,5 km           | 1.     | 0+1     | 23:40,7    | –       | –                    |
| 9.  | 17 stycznia | 1999 | Ruhpolding      | Bieg pościgowy na 10 km    | 1.     | 0+0+1+1 | 30:03,5    | –       | –                    |
| 10. | 12 lutego   | 1999 | Kontiolahti     | Sprint na 7,5 km           | 3.     | 1+2     | 26:59,9    | +8,3    | Martina Zellner      |
| 11. | 13 lutego   | 1999 | Kontiolahti     | Bieg pościgowy na 10 km    | 1.     | 0+1+1+0 | 32:17,5    | –       | –                    |
| 12. | 25 lutego   | 1999 | Lake Placid     | Sprint na 7,5 km           | 2.     | 1+1     | 22:10,8    | +0,6    | Magdalena Forsberg   |
| 13. | 27 lutego   | 1999 | Lake Placid     | Bieg pościgowy na 10 km    | 1.     | 0+0+1+2 | 30:59,2    | –       | –                    |
| 14. | 6 marca     | 1999 | Valcartier      | Bieg pościgowy na 10 km    | 2.     | 0+0+0+2 | 40:09,5    | +50,7   | Magdalena Forsberg   |
| 15. | 11 marca    | 1999 | Oslo            | Bieg indywidualny na 15 km | 1.     | 0+0+0+0 | 43:28,1    | –       | –                    |
| 16. | 12 marca    | 1999 | Oslo            | Sprint na 7,5 km           | 1.     | 1+0     | 22:04,7    | –       | –                    |
| 17. | 13 marca    | 1999 | Oslo            | Bieg masowy na 12,5 km     | 1.     | 0+2+2+0 | 40:08,2    | –       | –                    |
| 18. | 14 marca    | 1999 | Oslo            | Bieg pościgowy na 10 km    | 1.     | 0+0+1+1 | 32:55,3    | –       | –                    |
| 19. | 10 grudnia  | 1999 | Pokljuka        | Bieg pościgowy na 10 km    | 1.     | 0+0+1+2 | 33:49,4    | –       | –                    |
| 20. | 5 stycznia  | 2000 | Oberhof         | Sprint na 7,5 km           | 1.     | 0+1     | 22:13,1    | –       | –                    |
| 21. | 7 stycznia  | 2000 | Oberhof         | Bieg pościgowy na 10 km    | 1.     | 1+0+0+2 | 36:29,6    | –       | –                    |
| 22. | 9 marca     | 2000 | Lahti           | Bieg indywidualny na 15 km | 1.     | 0+0+0+0 | 51:18,8    | –       | –                    |
| 23. | 12 marca    | 2000 | Lahti           | Bieg pościgowy na 10 km    | 1.     | 0+0+0+2 | 35:40,8    | –       | –                    |
| 24. | 16 marca    | 2000 | Chanty-Mansyjsk | Sprint na 7,5 km           | 1.     | 1+0     | 24:54,5    | –       | –                    |
| 25. | 19 marca    | 2000 | Chanty-Mansyjsk | Bieg masowy na 12,5 km     | 2.     | 0+1+2+1 | 43:05,6    | +50,9   | Martina Zellner      |
| 26. | 1 grudnia   | 2000 | Anterselva      | Sprint na 7,5 km           | 1.     | 0+0     | 22:44,9    | –       | –                    |
| 27. | 8 grudnia   | 2000 | Anterselva      | Bieg pościgowy na 10 km    | 3.     | 0+0+0+1 | 36:10,2    | +20,0   | Magdalena Forsberg   |
| 28. | 5 stycznia  | 2001 | Oberhof         | Sprint na 7,5 km           | 2.     | 0+2     | 22:08,1    | +38,8   | Magdalena Forsberg   |
| 29. | 6 stycznia  | 2001 | Oberhof         | Bieg pościgowy na 10 km    | 2.     | 1+0+0+0 | 31:54,2    | +16,4   | Magdalena Forsberg   |
| 30. | 6 lutego    | 2001 | Pokljuka        | Bieg indywidualny na 15 km | 3.     | 1+0+0+1 | 45:13,0    | +1:09,2 | Magdalena Forsberg   |
| 31. | 18 marca    | 2001 | Oslo            | Bieg masowy na 12,5 km     | 3.     | 3+0+0+0 | 36:46,7    | +32,3   | Yu Shumei            |
| 32. | 9 grudnia   | 2001 | Hochfilzen      | Bieg pościgowy na 10 km    | 2.     | 0+0+1+2 | 30:26,7    | +3:13,3 | Magdalena Forsberg   |
| 33. | 20 grudnia  | 2001 | Osrblie         | Bieg indywidualny na 15 km | 2.     | 1+2+0+1 | 49:46,9    | +2:53,7 | Magdalena Forsberg   |
| 34. | 11 stycznia | 2002 | Oberhof         | Bieg pościgowy na 10 km    | 2.     | 0+1+2+2 | 32:30,1    | +12,1   | Magdalena Forsberg   |
| 35. | 13 stycznia | 2002 | Oberhof         | Bieg masowy na 12,5 km     | 1.     | 0+0+0+0 | 40:26,1    | –       | –                    |
| 36. | 19 stycznia | 2002 | Ruhpolding      | Sprint na 7,5 km           | 2.     | 0+0     | 22:52,5    | +30,2   | Liv Grete Poirée     |
| 37. | 20 stycznia | 2002 | Ruhpolding      | Bieg pościgowy na 10 km    | 2.     | 0+0+0+2 | 32:26,9    | +11,2   | Liv Grete Poirée     |
| 38. | 24 marca    | 2002 | Oslo            | Bieg masowy na 12,5 km     | 1.     | 0+0+0+0 | 37:09,5    | –       | –                    |
| 39. | 16 lutego   | 2003 | Oslo            | Bieg pościgowy na 10 km    | 2.     | 0+0+1+1 | 37:09,5    | +3,6    | Martina Beck         |
| 40. | 20 lutego   | 2003 | Östersund       | Sprint na 7,5 km           | 2.     | 0+0     | 22:25,6    | +7,1    | Kati Wilhelm         |
| 41. | 23 lutego   | 2003 | Östersund       | Bieg pościgowy na 10 km    | 1.     | 0+2+1+0 | 33:04,9    | –       | –                    |
| 42. | 18 marca    | 2003 | Chanty-Mansyjsk | Bieg indywidualny na 15 km | 2.     | 0+1+0+0 | 48:28,4    | +8,0    | Kateřina Holubcová   |
| 43. | 11 grudnia  | 2003 | Hochfilzen      | Sprint na 7,5 km           | 1.     | 0+0     | 23:12,6    | –       | –                    |
| 44. | 12 grudnia  | 2004 | Oslo            | Bieg pościgowy na 10 km    | 3.     | 0+0+1+0 | 33:45,3    | +28,3   | Sandrine Bailly      |
| 45. | 20 stycznia | 2005 | Anterselva      | Bieg indywidualny na 15 km | 1.     | 0+0+0+0 | 49:39,2    | –       | –                    |
| 46. | 5 marca     | 2005 | Hochfilzen      | Sprint na 7,5 km           | 3.     | 0+0     | 21:58,6    | +26,6   | Uschi Disl           |
| 47. | 16 marca    | 2006 | Kontiolahti     | Sprint na 7,5 km           | 2.     | 0+0     | 22:00,7    | +5,9    | Anna Carin Zidek     |
| 48. | 18 marca    | 2006 | Kontiolahti     | Bieg pościgowy na 10 km    | 3.     | 0+1+1+0 | 33:53,6    | +40,6   | Anna Carin Zidek     |
| 49. | 19 marca    | 2006 | Kontiolahti     | Bieg masowy na 12,5 km     | 1.     | 0+1+0+0 | 42:38,2    | –       | –                    |